# Tomàs Pàmies i Pla
Tomàs Pàmies i Pla (Balaguer 1889 - Praga 15 d'octubre de 1966) fou un polític i líder marxista català.
S'allistà com a voluntari en les eleccions generals espanyoles de 1907 per Solidaritat Catalana. Feu el servei militar a la Caserna de la Remunta de l'Hospitalet de Llobregat on el condemnaren a 12 anys de presó en un consell de guerra per queixar-se del menjar. Complí quatre anys en un penal militar a Melilla. A la seva tornada a Balaguer s'afilià a la CNT així com a diverses associacions sindicals i cooperativistes. Fou membre de la UGT, del Bloc Obrer i Camperol i del Partit Comunista d'Espanya, lluitant clarament per una política descentralitzadora del partit que finalment li valgué l'expulsió.
Juntament amb altres balaguerins donaren suport a l'intent de cop d'estat en els anomenats fets de Jaca l'any 1930 motiu pel qual complí tres mesos de presó.
Ostentà diversos càrrecs polítics i administratius durant la guerra civil espanyola, particularment la direcció d'un sanatori. També formà part del batalló de voluntaris del PSUC fins al seu exili a França. Visqué a París i a Praga on passà els últims anys de la seva vida treballant de jardiner municipal.
Fou pare de l'escriptora Teresa Pàmies i avi del també escriptor Sergi Pàmies. Les seves memòries foren recollides per la seva filla en el llibre Testament a Praga (Premi Josep Pla 1970). En l'obra, Teresa Pàmies intercala textos autobiogràfics del seu pare amb missives i textos on reflexiona sobre el comunisme, especialment amb relació a la Primavera de Praga de 1968.